# Incilius
Incilius — рід земноводних родини Ропухові ряду Безхвості. Має 36 видів.

## Опис
Загальна довжина представників цього роду коливається від 6 до 19 см. Голова дещо витягнута. З боків голови є залози, що у низки видів містять отруту. В інших представників цього роду на голові або з боків присутні гребені різного розміру. Очі середнього або великого розміру. Зіниці горизонтальні. Тулуб масивний, але не товстий. Забарвлення різноманітне: оливкове, зелене, буре, коричневе з різними відтінками.

## Спосіб життя
Полюбляють тропічні та субтропічні ліси, зарості чагарників, густу рослинність. Значний час проводять у ставках, озерцях, інших водоймах із стоячою водою. Активні переважно у сутінках або вночі. Живляться дрібними грузинами, невеличкими плазунами, безхребетними.

## Розповсюдження
Мешкає від південних штатів США до Південної Америки включно.

## Види
| - Incilius alvarius - Incilius aucoinae - Incilius aurarius - Incilius bocourti - Incilius campbelli - Incilius canaliferus - Incilius cavifrons - Incilius coccifer - Incilius coniferus - Incilius cristatus - Incilius cycladen - Incilius fastidiosus - Incilius gemmifer - Incilius holdridgei - Incilius ibarrai - Incilius intermedius - Incilius karenlipsae - Incilius leucomyos | - Incilius luetkenii - Incilius mccoyi - Incilius macrocristatus - Incilius marmoreus - Incilius mazatlanensis - Incilius melanochlorus - Incilius nebulifer - Incilius occidentalis - Incilius periglenes - Incilius peripatetes - Incilius perplexus - Incilius pisinnus - Incilius porteri - Incilius signifer - Incilius spiculatus - Incilius tacanensis - Incilius tutelarius - Incilius valliceps |